# Morszczuk argentyński
Morszczuk argentyński (Merluccius hubbsi) – gatunek morskiej, wędrownej ryby dorszokształtnej z rodziny morszczukowatych (Merlucciidae). Prowadzi bentopelagiczny i drapieżniczy tryb życia. Jest poławiany gospodarczo przez cały rok. Mięso ma białe, dość chude, uważa się je za smaczne.

## Występowanie
Południowo-zachodni Ocean Atlantycki wzdłuż wybrzeży Argentyny, Urugwaju i Brazylii, po Cieśninę Magellana i Falklandy (do około 53°S). Gatunek spotykany na głębokościach 50–800 m, dorosłe osobniki przebywają na szelfie kontynentalnym zwykle pomiędzy 100 a 200 m p.p.m.

## Taksonomia i nazewnictwo zwyczajowe
Takson opisany naukowo przez argentyńskiego ichtiologa Tomasa Leandro Mariniego w 1933 z prowincji Buenos Aires pod nazwą Merluccius hubbsi, a w 2003 (Lloris i Matallanas) pod synonimiczną nazwą Merluccius patagonicus (czasami uznawaną za odrębny gatunek). W polskojęzycznej literaturze ichtiologicznej opisywany pod zwyczajową nazwą morszczuk argentyński. W przepisach Rady Europejskiej otrzymał polską nazwę morszczuk patagoński (Merluccius hubbsi).

## Charakterystyka

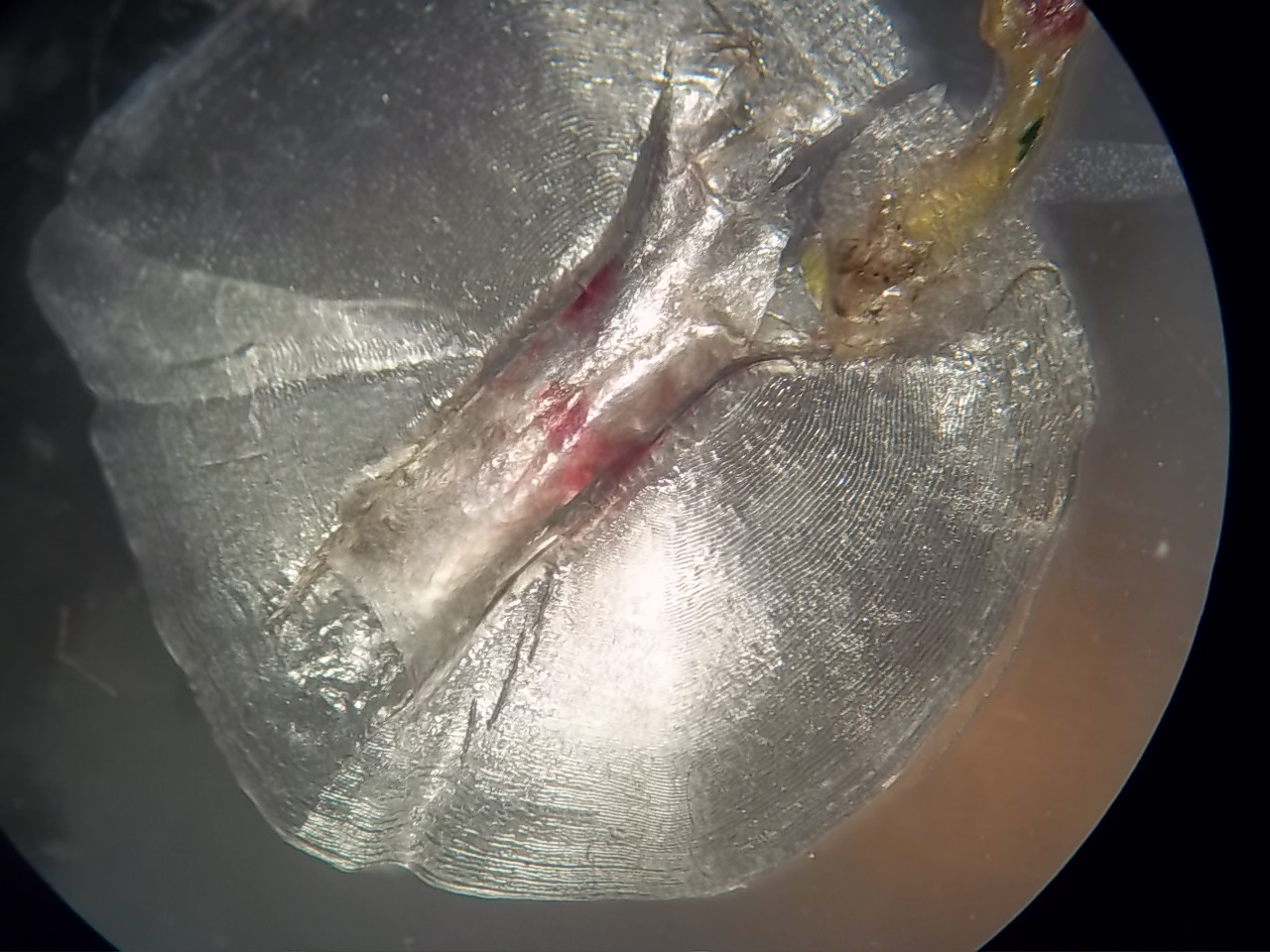
Łuska morszczuka argentyńskiego z widocznym kanałem linii bocznej

Morszczuk argentyński charakteryzuje się lekko wysuniętą żuchwą, płetwy piersiowe dorosłych osobników są krótkie, nie sięgają okolicy odbytowej, druga płetwa grzbietowa i płetwa odbytowa są lekko wklęsłe. Ubarwienie ma srebrzyste ze złocistym grzbietem i srebrzystobiałym brzuchem.
Opis płetw: D1 12–13, D2 36–39, A 37–41, P 12–14. Liczba łusek wzdłuż linii bocznej: około 130.
Dorosłe osobniki tego gatunku osiągają maksymalnie 95 cm (100 cm) długości całkowitej (TL). W połowach pozyskuje się osobniki o przeciętnej długości 30–70 cm.
Gatunek bentopelagiczny – w ciągu dnia żeruje przy dnie, gdzie poluje głównie na ryby przydenne, a w nocy jest bardziej aktywny w wodach pelagicznych, w których dorosłe osobniki żywią się śledziowatymi, nototeniowatymi, świetlikowatymi i błękitkiem południowym, a także kałamarnicami i makrozooplanktonem (krylem i obunogami); młode ryby zjadają drobne pancerzowce.
Morszczuki argentyńskie osiągają dojrzałość płciową po 2–3 latach życia. Rozród odbywa się głównie w okresie od grudnia do lutego. Jak większość morszczuków, jest to gatunek bardzo płodny; samice składają drobną ikrę unoszoną w toni wodnej przez kropelkę tłuszczu.
W okresie rozrodu morszczuki argentyńskie odbywają wędrówki w kierunku wód przybrzeżnych, a po tarle podejmują wędrówki żerowiskowe na głębsze wody.

## Status i zagrożenia
Według stanu ze stycznia 2019 Merluccius hubbsi nie figuruje w Czerwonej księdze gatunków zagrożonych Międzynarodowej Unii Ochrony Przyrody (IUCN).